# Natuna-eilanden
De Natuna-eilanden zijn een tot Indonesië behorende eilandengroep in de Zuid-Chinese Zee. De eilandengroep behoort tot de provincie Riouwarchipel en vormen een regentschap. De Volksrepubliek China maakt echter ook aanspraak op de Natuna-eilanden.
De groep bestaat uit 272 eilanden, liggend tussen Borneo en het schiereiland Malakka. Het hoofdeiland Natuna Besar heeft een oppervlakte van 1720 km². Het totaal aantal inwoners van de Natuna-eilanden is circa 100.000. De meeste inwoners zijn boer of visser. Toerisme is er nauwelijks.
De laatste tijd (2019) doen zich in toenemende mate incidenten voor tussen de Indonesische marine en vissersboten uit Vietnam en Maleisië.
|  |